# Hypobletus nigritulus
Hypobletus nigritulus är en skalbaggsart som först beskrevs av Lewis 1892.  Hypobletus nigritulus ingår i släktet Hypobletus och familjen stumpbaggar. Inga underarter finns listade i Catalogue of Life.